# 抓痕笠蚶
抓痕笠蚶（学名：Oblimopa multistriata），是魁蛤目笠蚶科Oblimopa的一种。主要分布于台湾，常栖息在水深10－400米砂泥底。